# マーク・ヘインズ
マーク・ヘインズ（Mark Hayens 1958年11月6日- ）はカンザス州カンザスシティ出身のアメリカンフットボール選手。
コロラド大学に所属した1979年、オールアメリカンに選ばれた。
1980年のNFLドラフト1巡全体8位でニューヨーク・ジャイアンツに指名されて入団した。ジャイアンツで1982年から1984年まで3年連続プロボウルに選出された。1984年には7インターセプトをあげてオールプロにも選出された。1985年、彼はトレーニングキャンプをホールドアウトし、エルビス・パターソンにポジションを奪われた。10月にはジャイアンツにトレードを要求した。
1986年のドラフト前にドラフト2巡指名権2つ、ドラフト6巡指名権1つとトレードでデンバー・ブロンコスに移ったが1年目は右太ももの怪我もあり十分な活躍ができなかった。ブロンコスでは4シーズンで52試合に出場、27試合で先発した。
ブロンコスでは、第21回、第22回、第24回とスーパーボウルに3度出場したがいずれも敗れた。